# Brant Broughton
Brant Broughton – wieś w Anglii, w hrabstwie Lincolnshire, w dystrykcie North Kesteven. Leży 19 km na południe od Lincoln i 178 km na północ od Londynu. Brant Broughton jest wspomniana w Domesday Book (1086) jako Burtune.